# Nasal uvular surda
A nasal uvular surda é um tipo de fone consonantal usado em nenhum idioma foneticamente.
É a versão surda do nasal uvular /ɴ/.

## Características
- Seu modo de articulação é oclusivo, que significa que é produzido pela obstrução do fluxo de ar no aparelho vocal.
- Seu ponto de articulação é uvular, que significa que é articulado com o dorso da língua contra a úvula.[1]
- O tipo de fonação é surda, que significa que as cordas vocais não vibram durante a articulação.[1]
- É uma consoante nasal, que significa que permite que o ar escape pelo nariz.[1]
- O mecanismo de ar é egressivo, que significa que é articulado empurrando o ar para fora dos pulmões através do aparelho vocal.